# Colin Kapp
Derek Ivor Colin Kapp, ismertebb nevén: Colin Kapp (Southwark, 1928. április 3. – Chichester, 2007. augusztus 3.) angol tudományos-fantasztikus író.

## Élete
Eredeti szakmája villamosmérnök volt, a galvanizálás volt a szakterülete. Előbb az angol Mullard Electronics cég munkatársa volt, később szabadúszó szaktanácsadóként működött. Tudományos-fantasztikus írói pályafutását 1958-ban kezdte meg a Life Plan című novellával.  
Legismertebb munkája az Unorthodox Engineers sorozat, ennek főhősei Fritz von Nuun vezetésével képtelen kihívásokkal szembesülve fantasztikus műszaki eredményeket érnek el. Írásaira a technikai részletek előtérbe helyezése jellemző, azonos karakterek, helyzetek szerepelnek írásaiban, a cselekmény a felmerülő problémák megoldására irányul. Elsősorban Angliában és Európában volt népszerű alkotó. 

## Munkái

### Cageworld sorozat
1. Search for the sun! (1982)
2. The Lost worlds of Cronus (1982)
3. The Tyrant of Hades (1984)
4. Star Search (1984)

### Chaos sorozat
- The Patterns of Chaos (1972)
- The Chaos Weapon (1977)

### Önálló regények
- The Dark Mind (1964)
- The Wizard of Anharitte (1973)
- The Survival Game (1976)
- Manalone (1977)
- The Ion War (1978)
- The Timewinders (1980)

### Elbeszélések

#### Unorthodox Engineers
- The Railways Up on Cannis (1959)
- The Subways of Tazoo (1964)
- The Pen and the Dark (1966)
- Getaway from Getawehi (1969)
- The Black Hole of Negrav (1975)

Összkiadás: The Unorthodox Engineers (1979)

#### Egyéb elbeszélések
- Breaking Point (1959)
- Survival Problem (1959)
- Lambda I (1962)
- The Night-Flame (1964)
- Hunger Over Sweet Waters (1965)
- Ambassador to Verdammt (1967)
- The Imagination Trap (1967)
- The Cloudbuilders (1968)
- I Bring You Hands (1968)
- Gottlos (1969)
- The Teacher (1969)
- Letter from an Unknown Genius (1971)
- What the Thunder Said (1972)
- Which Way Do I Go For Jericho? (1972)
- The Old King's Answers (1973)
- Crimescan (1973)
- What The Thunder Said (1973)
- Mephisto and the Ion Explorer (1974)
- War of the Wastelife (1974)
- Cassius and the Mind-Jaunt (1975)
- Something in the City (1984)
- An Alternative to Salt (1986)

## Magyarul megjelent művei
- A bűnfürkésző (novella, Galaktika 21., 1976; utánközlés: Metagalaktika 1., 1978)
- Felhőépítők (regény, Galaktika 263-264., 2012)

## Fordítás
- Ez a szócikk részben vagy egészben  a(z)   Колин Кеп című bolgár Wikipédia-szócikk ezen változatának fordításán alapul.  Az eredeti cikk szerkesztőit annak laptörténete sorolja fel. Ez a jelzés csupán a megfogalmazás eredetét és a szerzői jogokat jelzi, nem szolgál a cikkben szereplő információk forrásmegjelöléseként.